# Westviertel (Recklinghausen)
Das Westviertel ist ein Stadtteil (Bezirk 105) von Recklinghausen im nordrhein-westfälischen Kreis Recklinghausen. Auf einer Fläche von 1,770 km² leben gut 7.000 Einwohner.

## Geographie

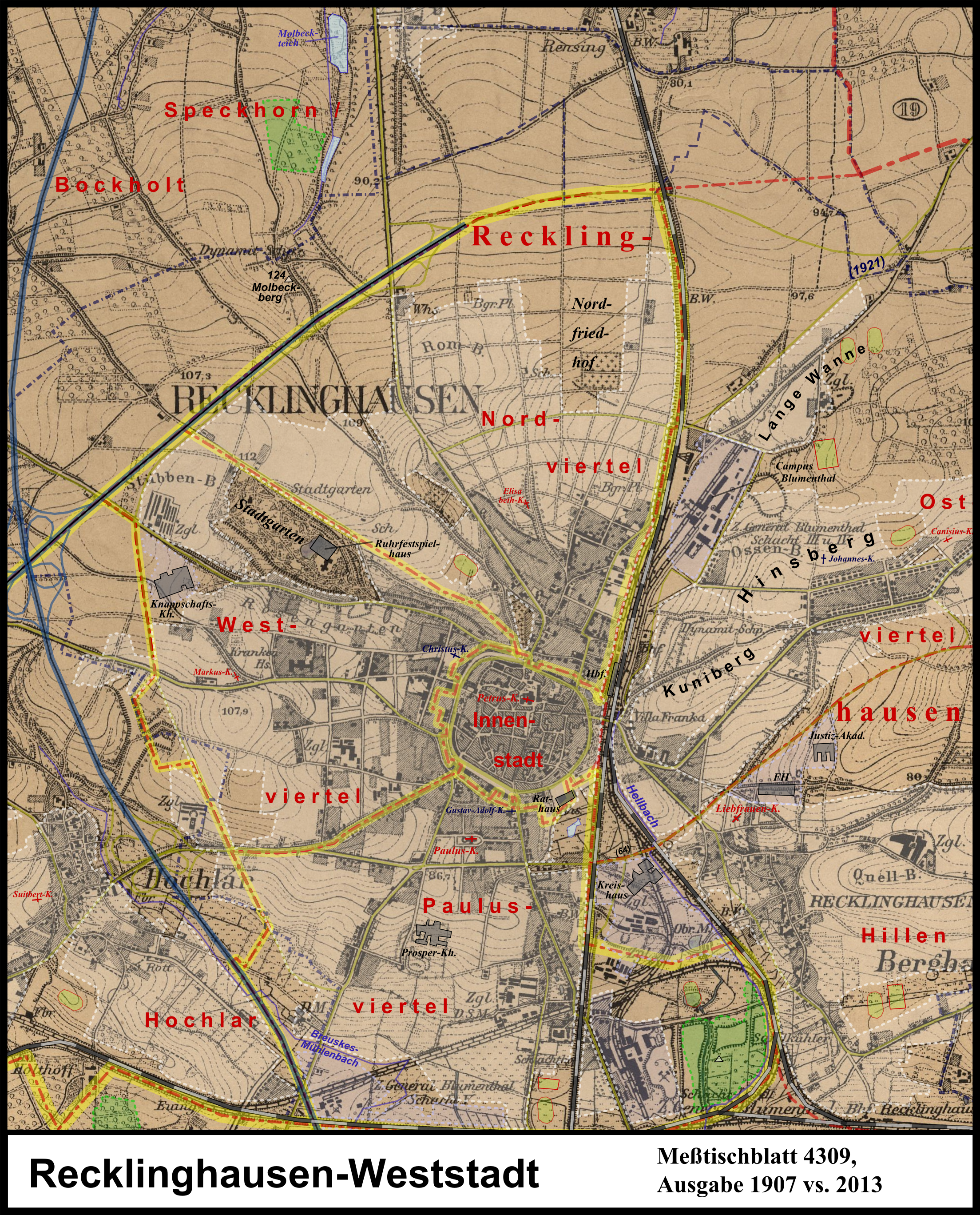
Siedlungsentwicklung der Weststadt seit 1907
(→ Gleicher Ausschnitt ohne Karte von 2007 (nur aktuelle Siedlungsflächen), → Legende)

Das Viertel liegt im nordwestlichen Bereich der Stadt Recklinghausen und schließt sich westlich an die Innenstadt an. Nach Nordosten grenzt es an das Nordviertel, nach Nordwesten an den weitgehend unbesiedelten Stadtteil Speckhorn/Bockholt, nach Westen an Hochlar und nach Süden an das Paulusviertel.
Im nördlichen Westen liegt das Knappschaftskrankenhaus Recklinghausen mit zwölf Abteilungen und 462 Betten, im Norden der Stadtgarten mit Ruhrfestspielhaus, Tierpark und Westfälischer Volkssternwarte.
Die Hauptverkehrsadern führen mehr oder wenige von der Innenstadt nach Westen. Die Cäcilienhöhe ist Nordostbegrenzung zum Nordviertel, die Dorstener Straße im Norden, früher Abschnitt der B 225, führt nach Marl, der zentrale Westerholter Weg nach Westerholt und die Hertener Straße, Südbegrenzung zum Paulusviertel, über Hochlar nach Herten.
Nach Westen wird der Stadtteil vom Westring, Abschnitt der B 225, begrenzt, nach Nordwesten zwischen Dorstener Straße und Cäcilienhöhe durch den Zubringer der A 43 nach Oer-Erkenschwick (L 511).

## Sehenswürdigkeiten
Der Stadtgarten liegt zwischen Cäcilienhöhe und Dorstener Straße ganz im Norden, das heutige Knappschaftskrankenhaus an der Südseite der den Stadtteil nach Westen verlassenden Dorstener Straße, auf dem Gelände der ehemaligen Viktoria-Kampfbahn. In unmittelbarer Nähe liegt der etwa 110 m über NHN erreichende Stübbenberg, nach dem Fritzberg (an der Grenze des Ostviertels zu Hillen) zweithöchste Erhebung des Vestischen Lößrückens, der von der Innenstadt her deutlich ansteigt und sich auch über Nord- und Ostviertel ringförmig um sie legt. Auf dem Weg vom heutigen Ruhrfestspielhaus zur Innenstadt lag früher ihr Vorgängerbau, der Saalbau, an der Nordseite der Dorstener Straße.
Im äußersten Osten liegt innenstadtnah die Christuskirche von 1911, größte evangelische Kirche der früher deutlich katholischen Stadt. Am zentralen Westerholter Weg liegen innenstadtnah das Polizeipräsidium und weiter westlich das 1906 im Jugendstil errichtete ehemalige Knappschaftskrankenhaus nebst kleinem Park. Stadtauswärts liegt die Markuskirche von 1967.
Denkmalgeschützte Häuser aus der Gründerzeit finden sich darüber hinaus vor allem in unmittelbarer Nähe zur Innenstadt.

## Verkehr
Die VRR-Buslinien SB25, 203, 214, 219, 224, 238 und NE3 der Vestischen Straßenbahnen bedienen den Stadtteil, zusätzlich tangieren ihn die Linien 249 und NE2 an seinem südlichen Rand.
| Linie | Verlauf | Takt (Mo–Fr)                                    |
| ----- | --- | ----------------------------------------------- |
| SB25  | Recklinghausen Hbf – Lohtor – Westviertel – Marl-Steinernkreuz – Marl Mitte – Alt-Marl Riegestr. – Feldmark – Dorsten Willy-Brandt-Ring – Dorsten ZOB | 15 min                                          |
| 203   | Recklinghausen Hbf → Lohtor → Westviertel → Festspielhaus → Nordviertel → Recklinghausen Hbf | 60 min (nur abends)                             |
| 214   | RE Nordcharweg – Nordviertel – Recklinghausen Hbf – Lohtor – Westviertel – Herten-Scherlebeck – Disteln – Herten Mitte (Herten , 500 m) | 60 min                                          |
| 219   | Recklinghausen Hbf – Lohtor – Westviertel – Marl-Steinernkreuz – Marl-Drewer Süd – Marl Mitte | 60 min                                          |
| 224   | Recklinghausen Letterhausstraße – Ostviertel – Recklinghausen Hbf – Viehtor – Westviertel – Herten-Scherlebeck – Disteln – Herten Mitte (Herten , 500 m) | 30 min                                          |
| 238   | Gelsenkirchen-Buer Rathaus – Herten-Westerholt – Langenbochum – Herten-Scherlebeck – Westviertel – Lohtor – Recklinghausen Hbf | 30 min                                          |
| 249   | Gelsenkirchen-Buer Rathaus – Gelsenkirchen-Resse – Herten Rathaus (Herten , 300 m) – Herten Mitte (Herten , 500 m) – Disteln Josefstr. – Hochlar – Westviertel Moltkestr. – Paulusviertel Paulusstr. – Viehtor – Recklinghausen Hbf | 30 min (Buer–Herten) 15 min (Herten–Recklingh.) |
| NE2   | Bottrop ZOB Berliner Platz – Bottrop-Eigen – Ellinghorst – Gladbeck Goetheplatz – Gladbeck Ost Bf – Gelsenkirchen-Scholven – Bülse – Gelsenkirchen-Buer Rathaus – Gelsenkirchen-Resse – Herten Rathaus (Herten , 300 m) – Herten Mitte (Herten , 500 m) – Disteln Josefstr. – Hochlar – Westviertel Moltkestr. – Paulusviertel Paulusstr. – Viehtor – Recklinghausen Hbf NachtExpress: In den Nächten von Freitag auf Samstag, Samstag auf Sonntag und vor Feiertagen | 60 min                                          |
| NE3   | Recklinghausen Hbf – Lohtor – Westviertel – Marl-Steinernkreuz – Marl Mitte – Alt-Marl Riegestr. – Feldmark – Dorsten Willy-Brandt-Ring – Dorsten ZOB NachtExpress: In den Nächten von Freitag auf Samstag, Samstag auf Sonntag und vor Feiertagen | 60 min                                          |

## Galerie

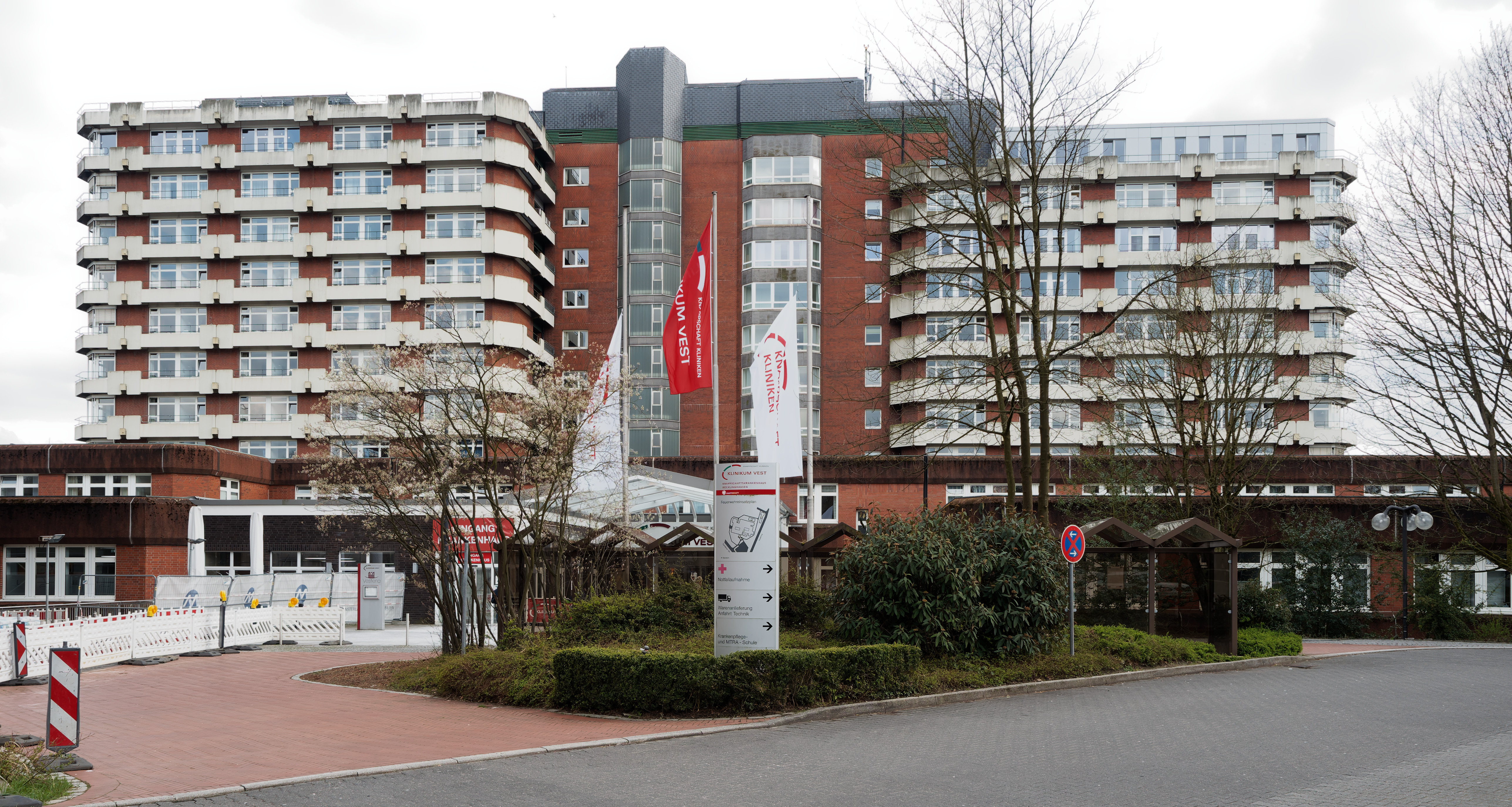
Knappschaftskrankenhaus
Ehemaliges Knappschaftskrankenhaus
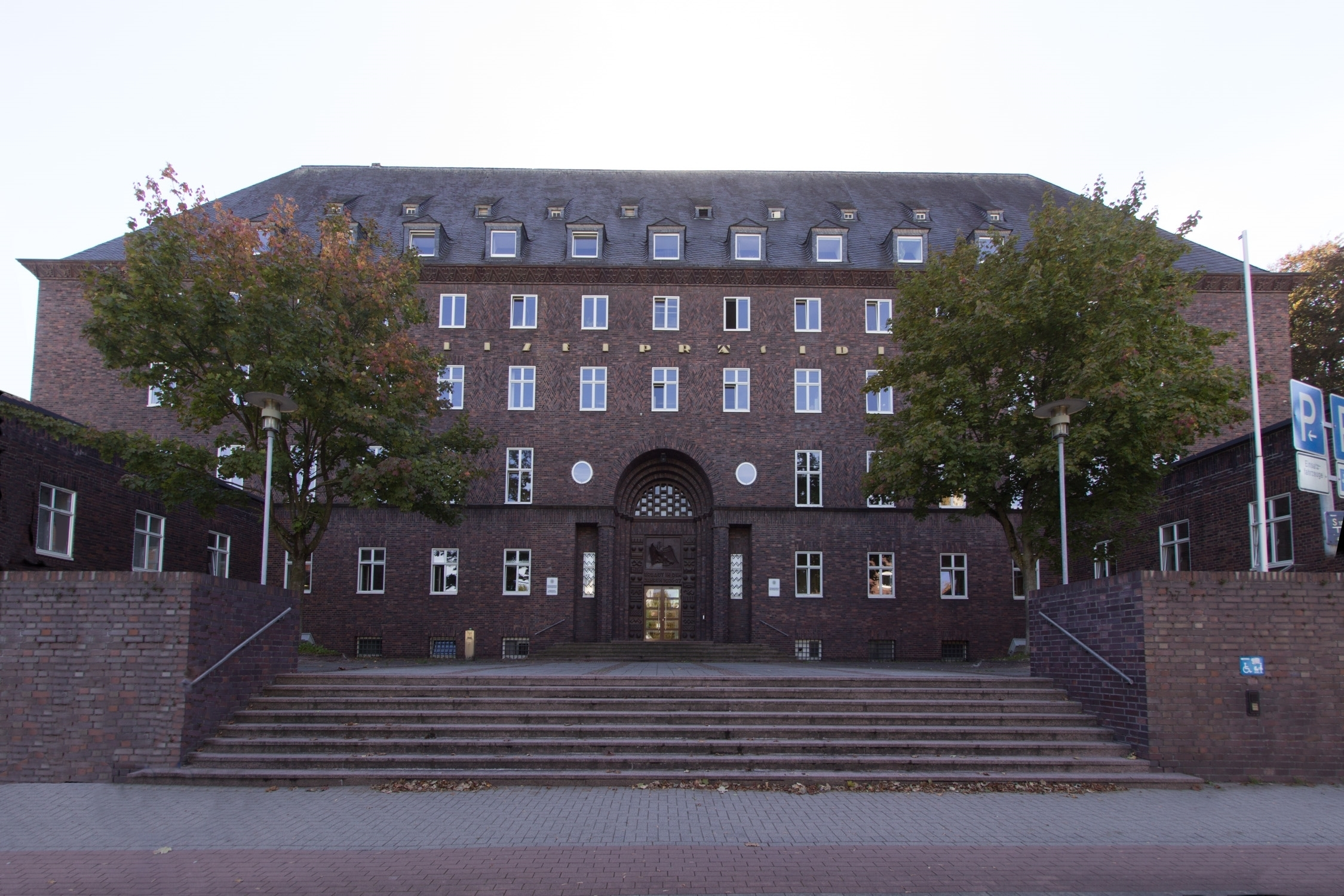
Polizeipräsidium
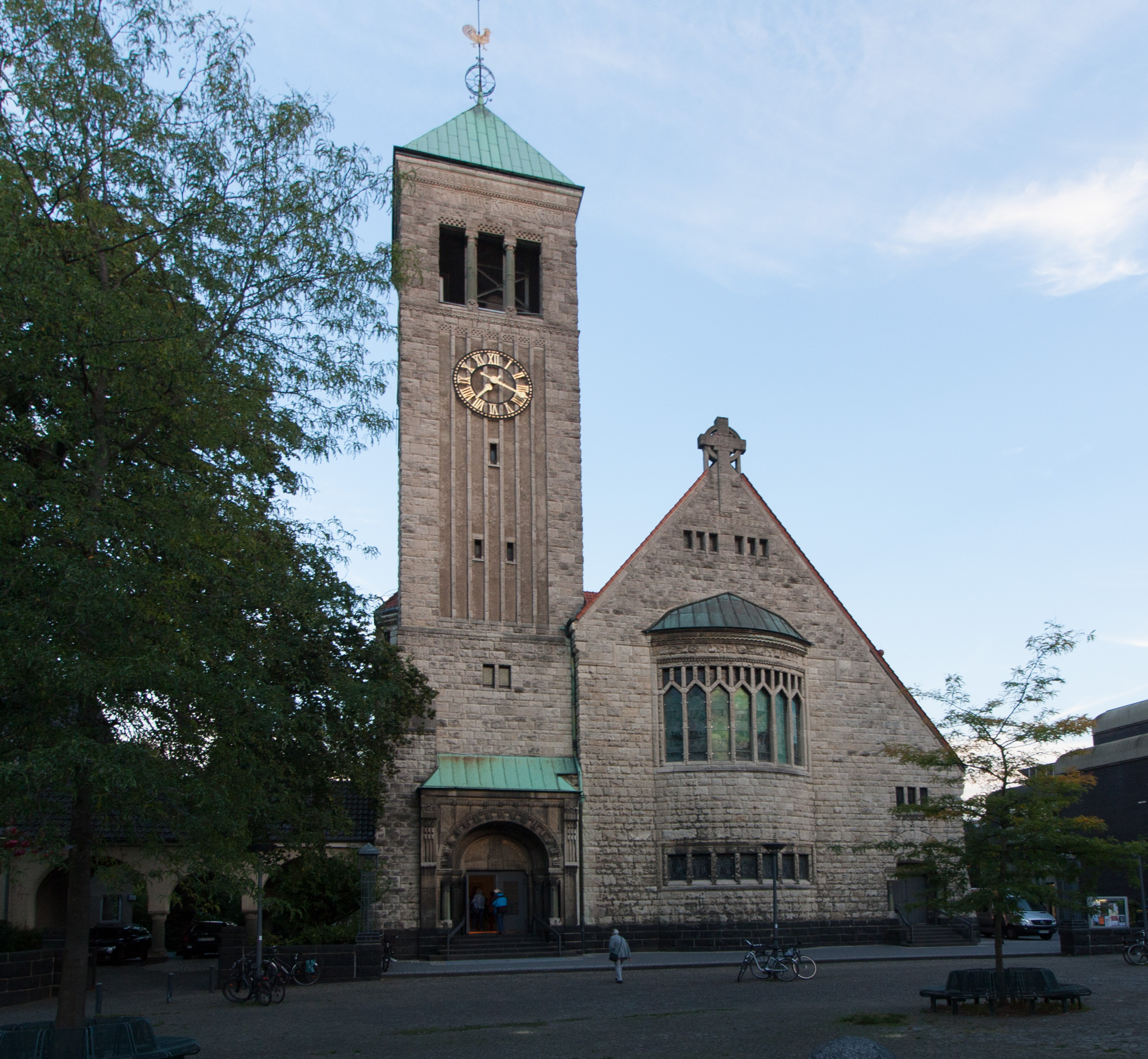
Christuskirche
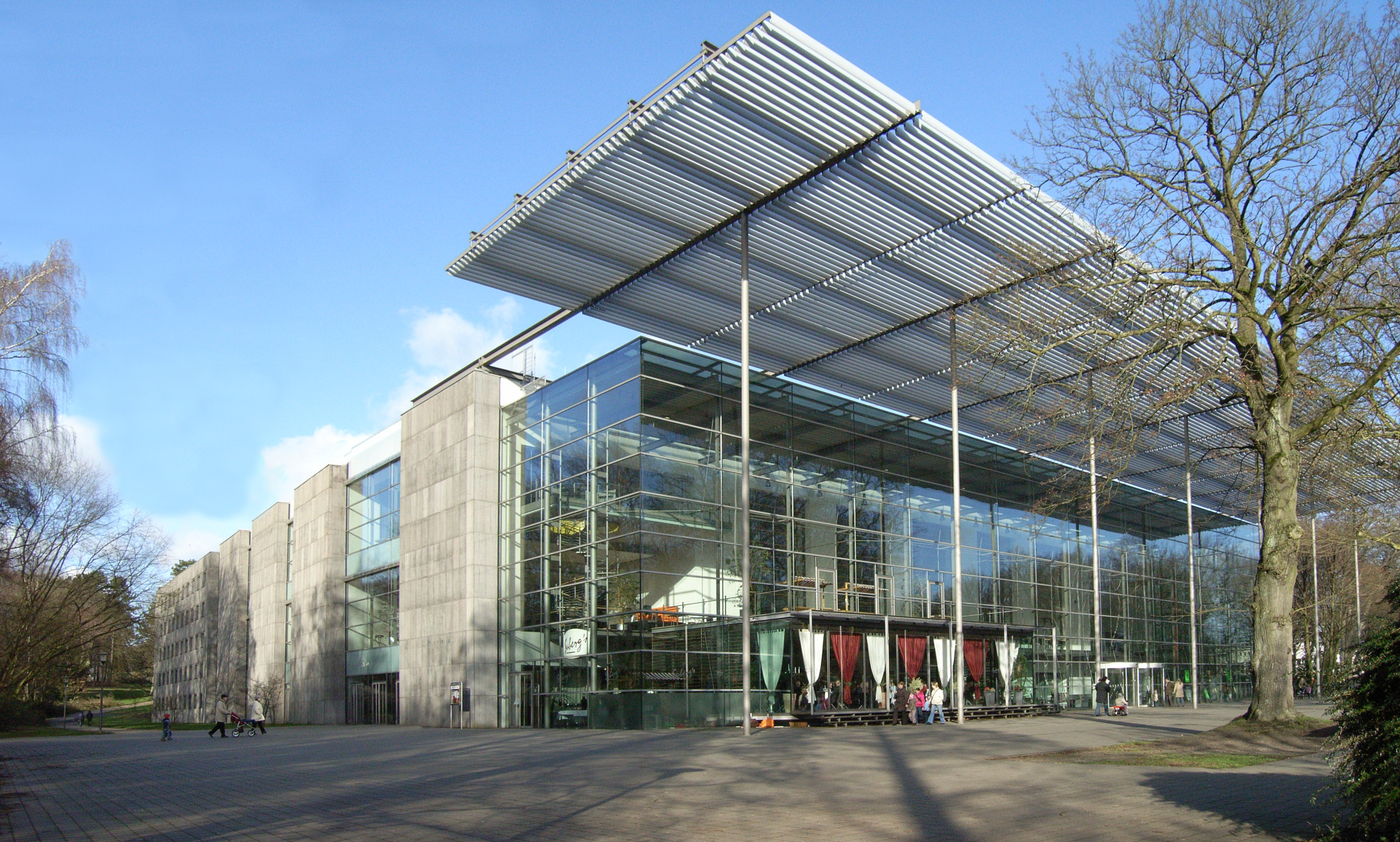
Ruhrfestspielhaus
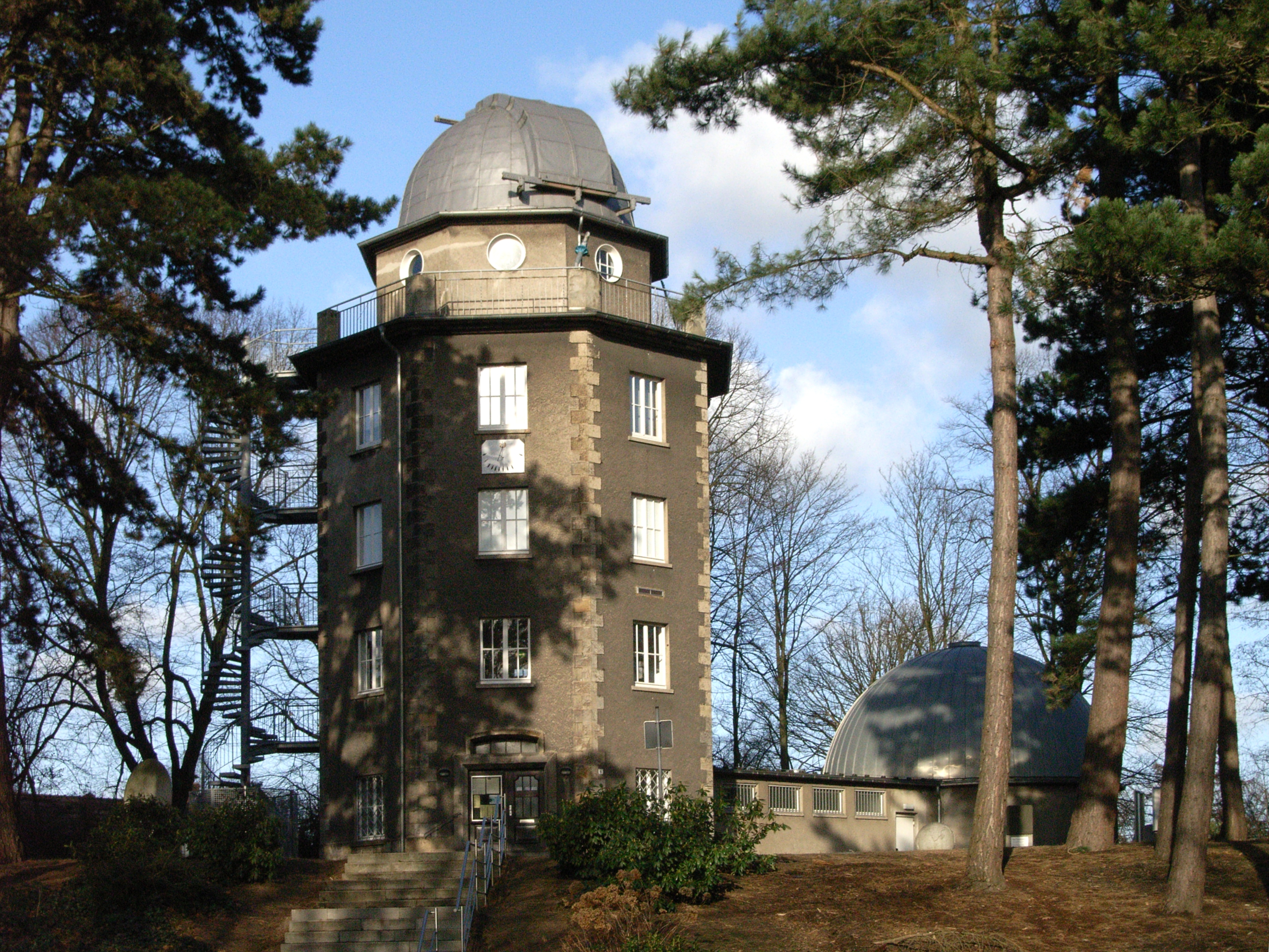
Sternwarte